# Gaswerk Donauwörth

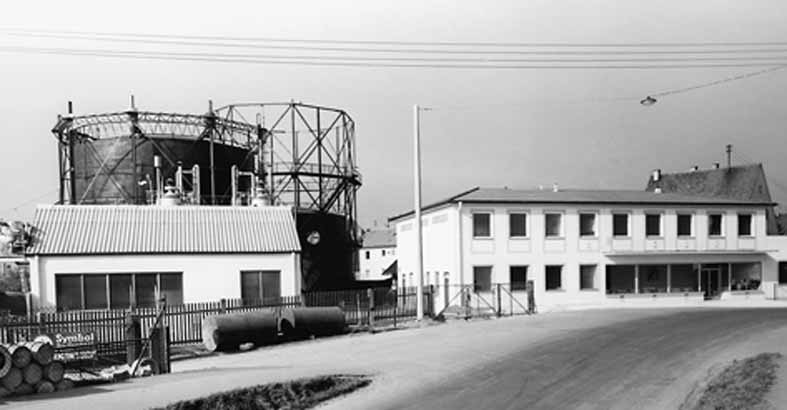
Gaswerk Donauwörth, links der Gaskessel (1963)

Das Gaswerk Donauwörth ging 1863 in Betrieb, wechselte 1926 den Standort und diente bis 1960 zur Gaserzeugung aus Steinkohle. Mit Anschluss von Donauwörth an das Erdgasnetz im Jahre 1976 wurden auch die technischen Anlagen im Gaswerk zur Gasspeicherung obsolet und später abgebaut. Der Standort wird heute (Stand März 2023) von Energie Schwaben als Betriebsstelle genutzt.

## Geschichte
Im Jahr 1863 errichtete Ludwig August Riedinger in der Bahnhofstraße ein Steinkohlengaswerk, um Leuchtgas für die Straßenbeleuchtung in Donauwörth zu produzieren. Noch im selben Jahr übertrug er das Gaswerk an die Gesellschaft für Gasindustrie in Augsburg. Ein Verlängerungsvertrag im Jahr 1897 führte zur Erweiterung des Rohrnetzes und zur Umstellung der Straßenlaternen auf das wesentlich sparsamere Gasglühlicht nach Auer von Welsbach.
1926 erfolgte der Bau eines neuen Gaswerks in der Dietrichstraße mit sieben Retortenöfen. Nach Inbetriebnahme des neuen Standorts wurde die alte Anlage an der Bahnhofstraße stillgelegt. Die Münchner Aktiengesellschaft für Licht- und Kraftversorgung (LUK) übernahm 1935 die Betriebsführung und fusionierte 1949 mit dem Unternehmen. Im Zweiten Weltkrieg wurde das Gaswerk im Jahr 1942/43 wesentlich erweitert, nachdem die Maschinenfabrik Donauwörth (MaDo) von Erdöl auf Stadtgas umgestellt hatte. Beim Bombenangriff auf Donauwörth im April 1945 erlitt das Gaswerk erhebliche Schäden, konnte jedoch nach acht Wochen die Produktion wieder aufnehmen.
In den 1950er Jahren wurde das Gaswerk erneut erweitert und versorgte neue Wohngebiete mit Stadtgas. Die LUK betrieb ab 1952 von Donauwörth aus zudem einen Flüssiggas-Flaschenvertrieb. Auf diese Weise konnten auch Gemeinden, die nicht am örtlichen Leitungsnetz angeschlossen waren, mit Gas versorgt werden. Im Jahr 1960 erfolgte die Umstellung der Energieversorgung auf Erdgas-Basis durch die Inbetriebnahme einer Flüssiggas-Spaltanlage. Eine neue Mischanlage wurde 1963 hinzugefügt und schließlich die Spaltanlage im Jahr 1965 ersetzt, was die Umstellung aller Verbrauchsgeräte bei den Kunden bedeutete. Ein neues Verwaltungsgebäude mit Ausstellungsraum und Lehrküche wurde bereits 1962 anstelle des nicht mehr benötigten Ofen- und Apparatehauses gebaut. 1976 erfolgte der Anschluss von Donauwörth an das Erdgasnetz.